# Harold’s Stones
Die Harold’s Stones (auch Trellech, Triligh oder Trelleck Stones genannt) bei Trellech in Monmouthshire in Wales sind eine als Scheduled Monument geschützte Nordost-Südwest orientierte, etwa 12,0 m lange Steinreihe, bestehend aus drei Menhiren (engl. Standing Stones).
Das Dorf Trellech (tri = drei, Llech = flacher Stein) hat seinen Namen von den drei Steinen in einem Feld in der Nähe der Straße von Monmouth nach Chepstow. Sie werden lokal als „Harolds Stones“ bezeichnet, da sie angeblich von Harold, dem letzten der sächsischen Könige, in Erinnerung an seinen Sieg über die Briten im Jahre 1063 errichtet wurden. Eine andere Tradition besagt, die drei Steine markieren den Ort, an dem drei Häuptlinge im Kampf mit einem römischen Harold fielen, der die Waliser in Gwent besiegte. Nach einer dritten Legende wurden die Steine von dem mythischen Riesen Jack O’Kent aus dem 23 km entfernten Berg Ysgyryd Fawr hierher geschleudert.

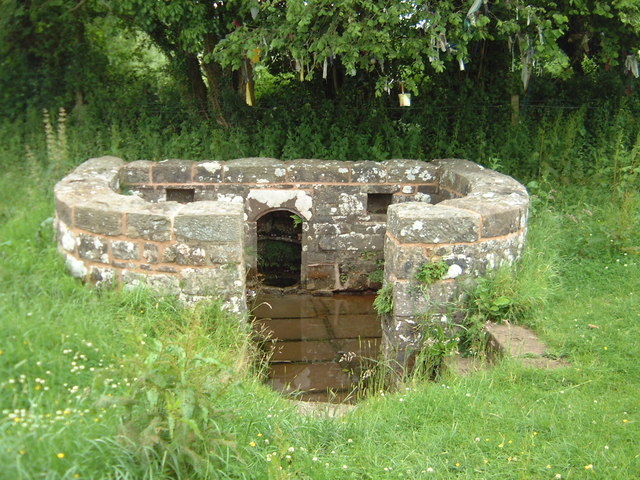
Holy Well von Trellech

Der erste Hinweis auf die Steine stammt von Edward Llwyd, der sie in seiner Parochialia im Jahre 1689 erwähnt. Im gleichen Jahr wurden die Harolds Stones auf eine bemerkenswerte Sonnenuhr geschnitzt, die sich heute in der St Nicholas Church in Trellech befindet. Die aus Konglomerat (Puddingstein) bestehenden Steine sind in verschiedene Richtungen geneigt. Die Steine sind 2,7, 3,7 und 4,6 m hoch. Der größte Stein ist der südlichste und der mittlere hat zwei große Schälchen auf der Südseite.
In Trellech befindet sich eine Heilige Quelle.